# Bolsa de Valores do Pacífico

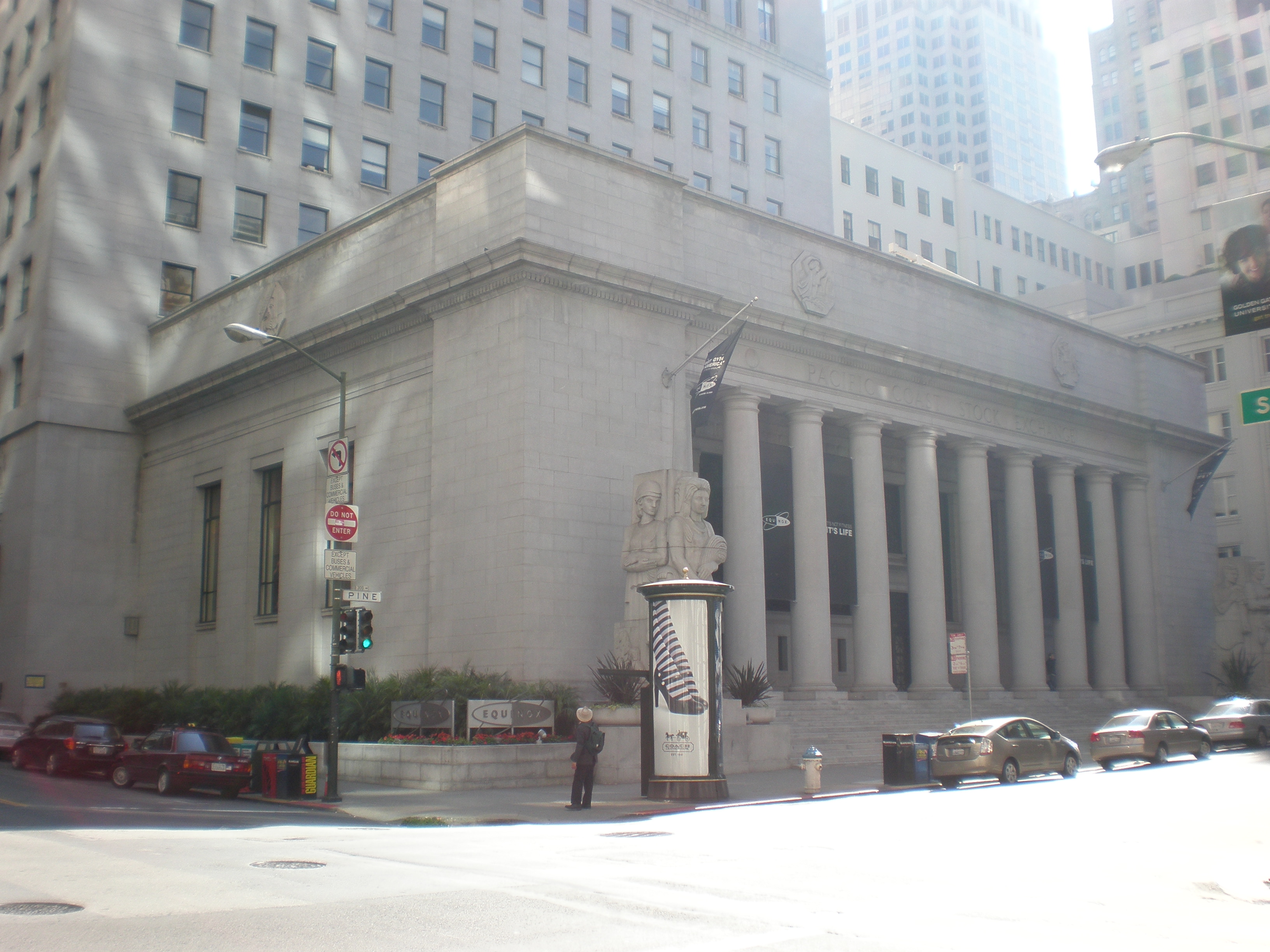
Prédio da Bola de Valores do Pacífico em São Francisco, agora pertencente ao Equinox Fitness.

A Bolsa de Valores do Pacífico (em inglês: Pacific Exchange) foi uma bolsa de valores regional na Califórnia, de 1956 a 2006. Seu principal pregão e prédio ficavam em San Francisco, Califórnia, com uma filial em Los Angeles, Califórnia.
Em 1882, foi fundada a Bolsa de Valores e Títulos de São Francisco; e em 1899 foi fundada a Bolsa de Petróleo de Los Angeles. Em 1956, essas duas bolsas se fundiram para criar a Pacific Coast Stock Exchange, com pregões mantidos em ambas as cidades.
Em 1973, foi renomeada para Pacific Stock Exchange. A Pacific Exchange foi comprada pela Archipelago Holdings em 2005, que se fundiu com a New York Stock Exchange em 2006.  A negociação de ações e opções da Pacific Exchange agora ocorre exclusivamente através da plataforma NYSE Arca.